# .tr
.tr為土耳其國家及地區頂級域（ccTLD）的域名。該域名於1990 年 9 月 17 日啟用。該域名的註冊業務由中东技术大学运行的NIC.TR負責。.nc.tr和.ct.tr是供北塞浦路斯土耳其共和国使用的二級域名。

## 外部連結
- METU Computer Center（页面存档备份，存于）
- Registrar website（页面存档备份，存于）
- IANA .tr whois information（页面存档备份，存于）